# Thành phố cổ Jerusalem
Thành phố Cổ (tiếng Hebrew: Ha'Ir Ha'Atiqah,הָעִיר הָעַתִּיקָה‬, tiếng Ả Rập: al-Balda al-Qadimah,البلدة القديمة, tiếng Armenia: Երուսաղեմի հին քաղաք, Yerusaghemi hin k'aghak', tiếng Anh: Old City) là một khu vực rộng 0,9 kilômét vuông (0,35 dặm vuông Anh) được bao bọc bởi những bức tường khá cao, nằm trong lòng thành phố Jerusalem hiện đại ngày nay.
Cho tới năm 1860, khi khu dân cư Hồi giáo Mishkenot Sha'ananim được thành lập, khu vực này đã tạo nên toàn bộ thành phố Jerusalem.
Thành Cổ Jerusalem là nơi có nhiều địa điểm tôn giáo quan trọng: Núi Đền và Bức tường phía Tây của Do Thái giáo, Nhà thờ Mộ Thánh của Kitô giáo và Đền Mái vòm Đá cũng như Giáo đường Al-Aqsa của Hồi giáo. Khu vực này được công nhận là một trong những Di sản thế giới UNESCO vào năm 1981.
Năm 2007, tổng dân số thành cổ là 36.965 người (26.544 ở Khu Hồi giáo, 5.442 ở Khu Kitô giáo, 2.555 ở Khu Do Thái, và 2.424 ở Khu Armenia).
Theo truyền thống, thành cổ được chia thành bốn khu không đều, mặc dù sự định giới như hiện nay mới chỉ được đưa ra vào thế kỷ 19 đó là: Khu Hồi giáo, Khu Kitô giáo, Khu Do Thái, và Khu Armenia. Theo sau cuộc Chiến tranh Ả Rập-Israel 1948, thành cổ bị Jordan chiếm và người Do Thái bị trục xuất. Trong suốt Chiến tranh Sáu ngày năm 1967 chứng kiến cuộc đụng độ trực tiếp trên Núi Đền, Israel đã chiếm được thành cổ cùng với phần còn lại của Đông Jerusalem, sau đó sáp nhập vào lãnh thổ của mình và tái hợp với phần phía Tây của thành phố. Ngày nay, Israel kiểm soát toàn bộ khu vực, và coi đây là một bộ phận của thủ đô quốc gia. Luật Jerusalem năm 1980 - với hệ quả là sáp nhập Đông Jerusalem vào Israel - đã bị tuyên bố là vô hiệu bởi Nghị quyết 478 của Hội đồng Bảo an Liên Hợp Quốc và Đông Jerusalem được cộng đồng quốc tế coi là một phần lãnh thổ bị chiếm đóng của Palestine.

Thành phố cổ Jerusalem
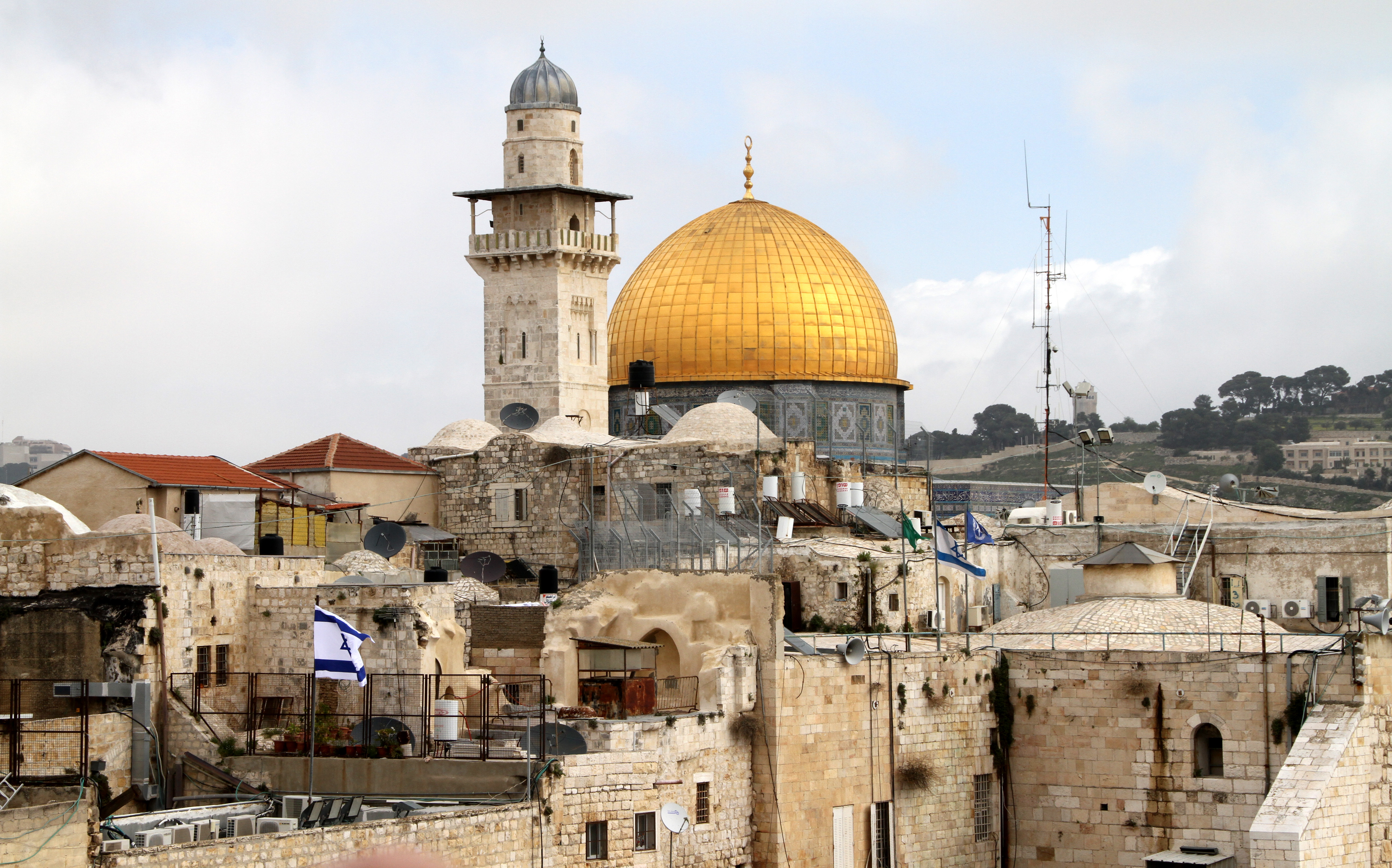
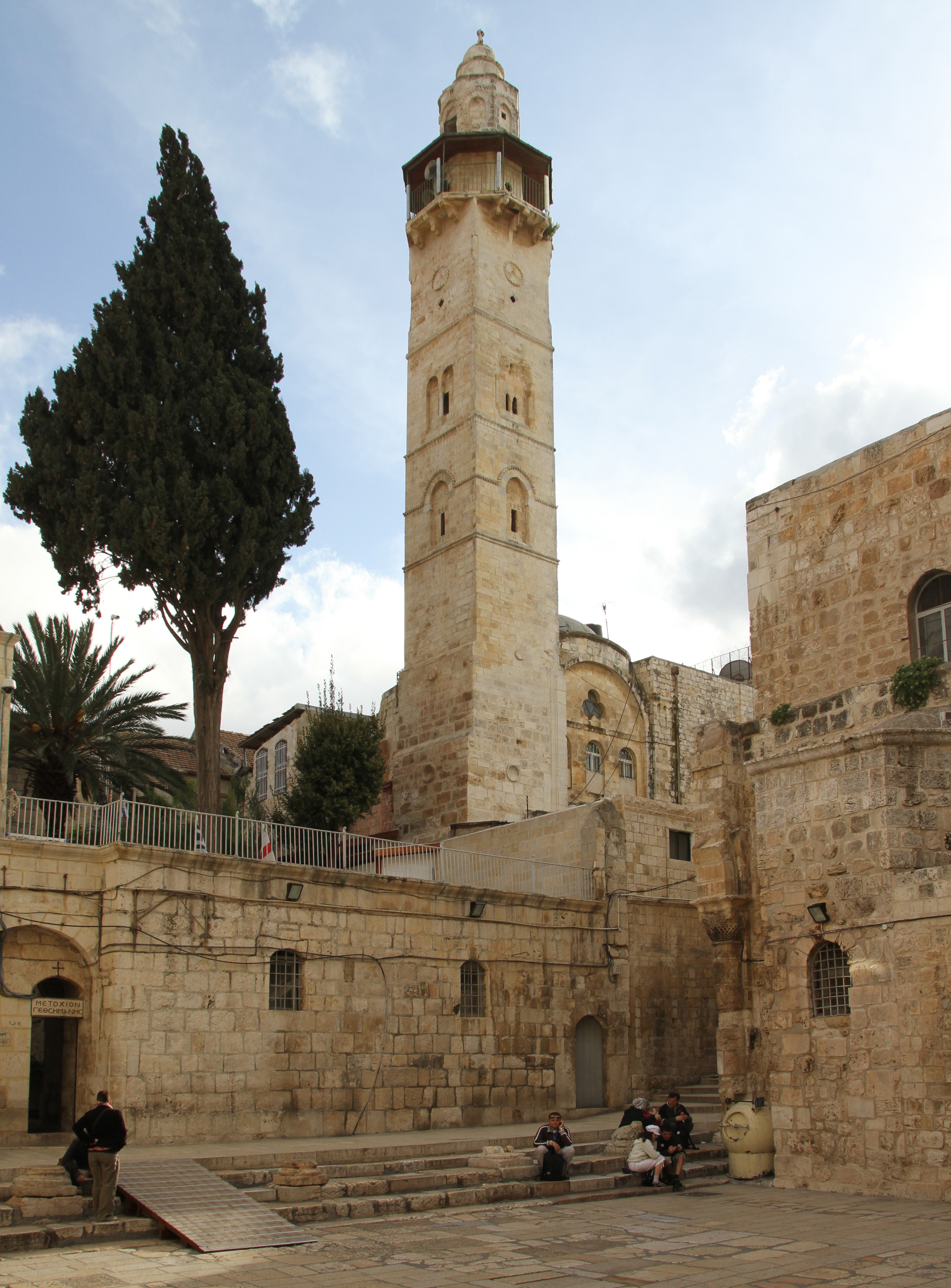
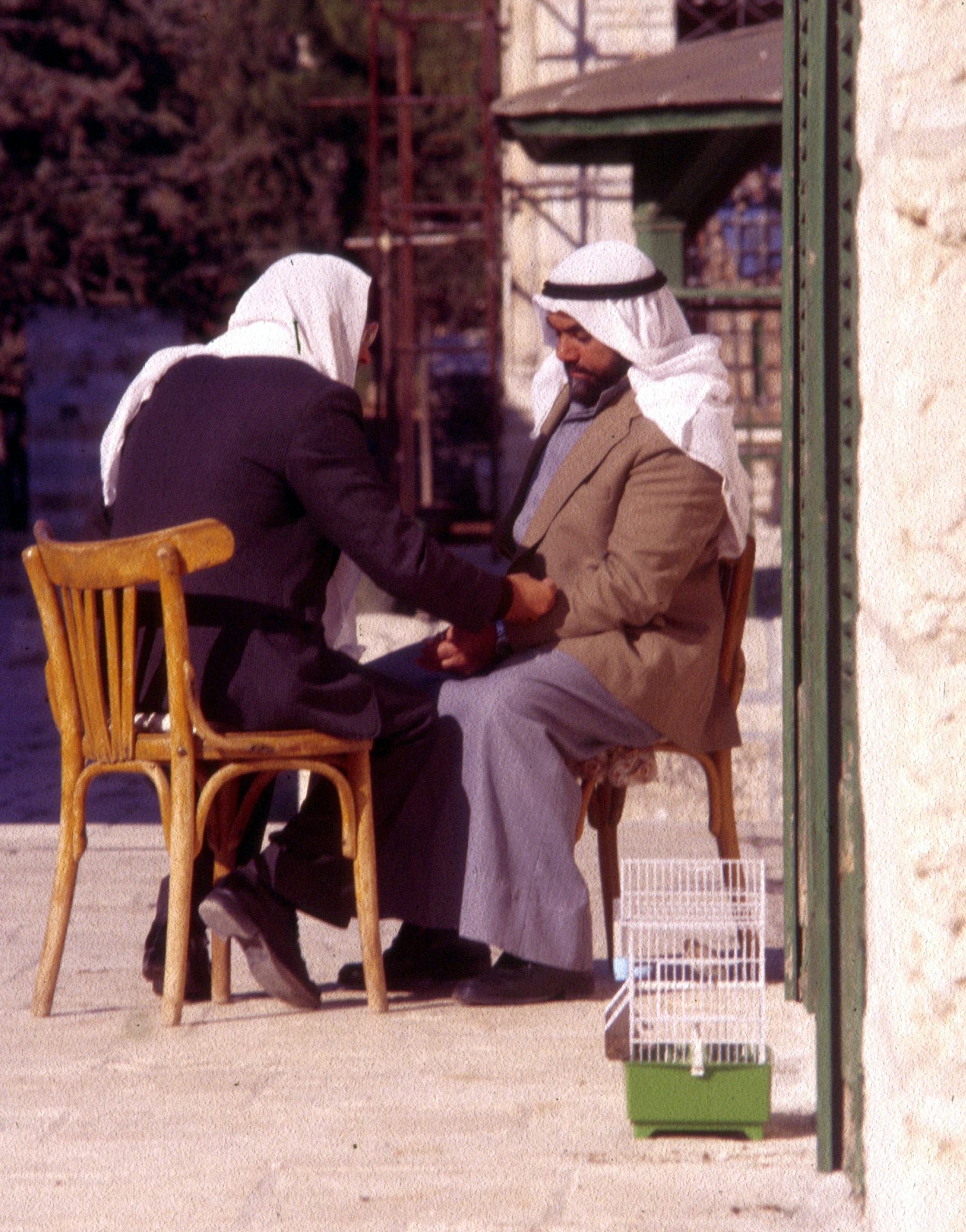
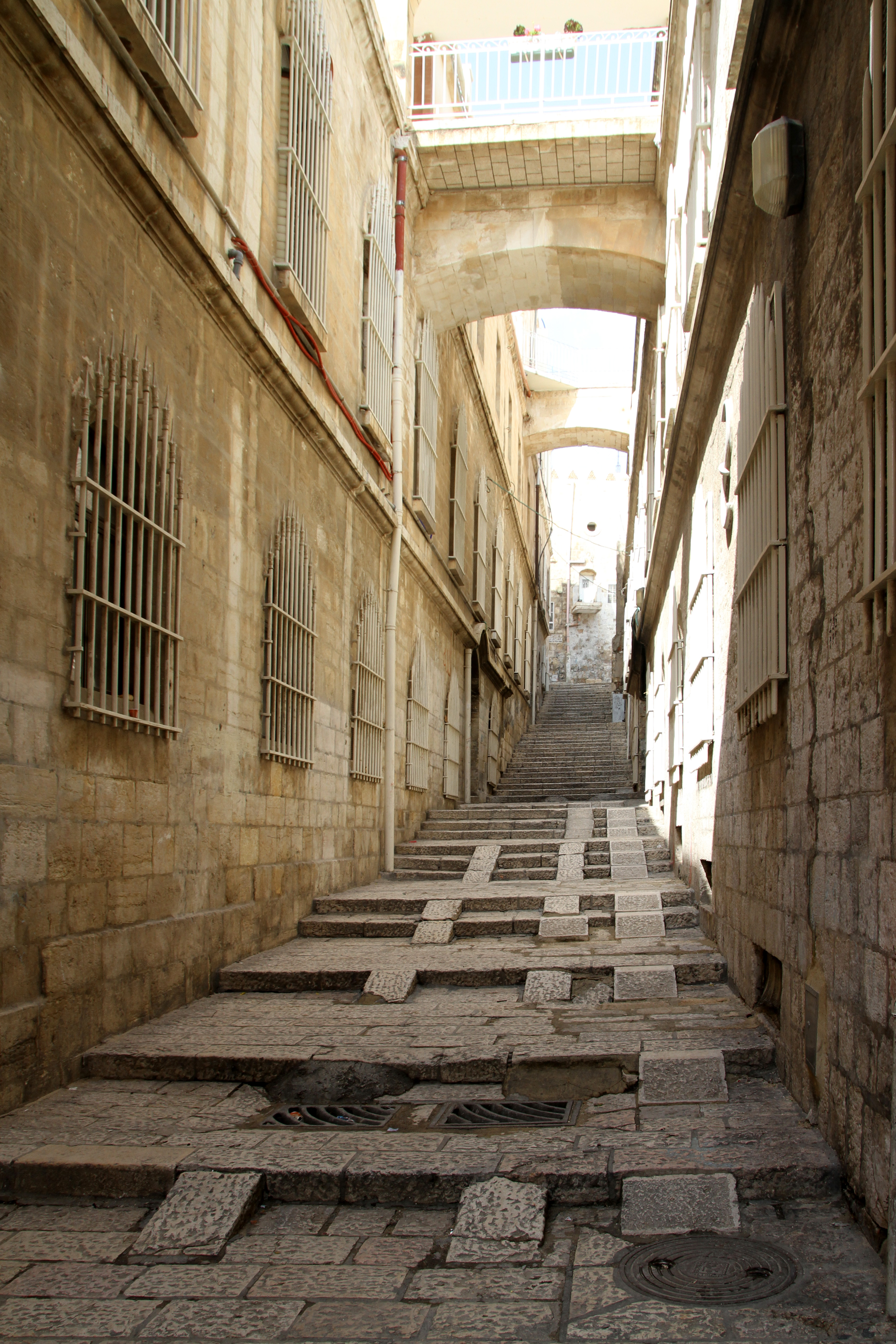
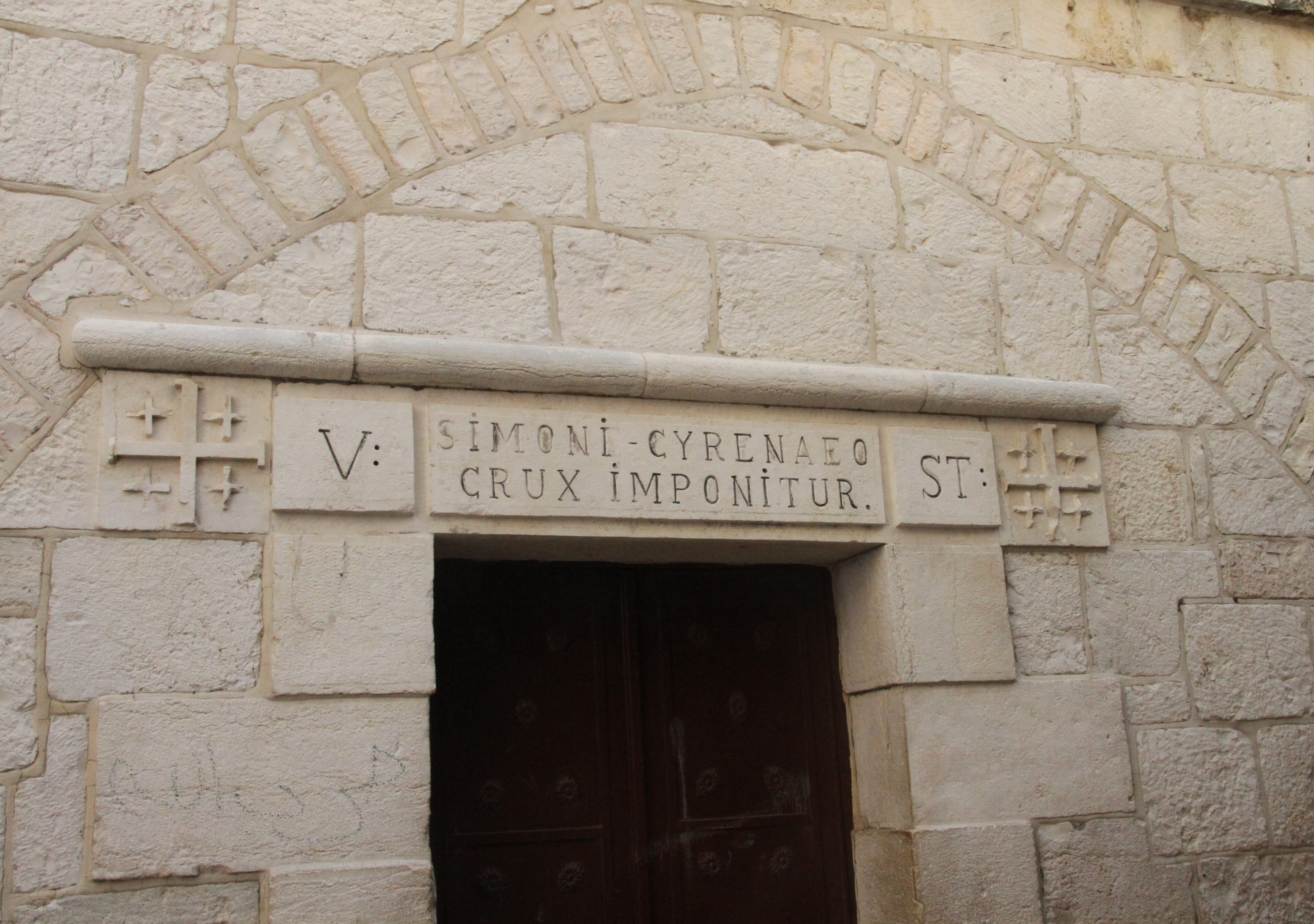
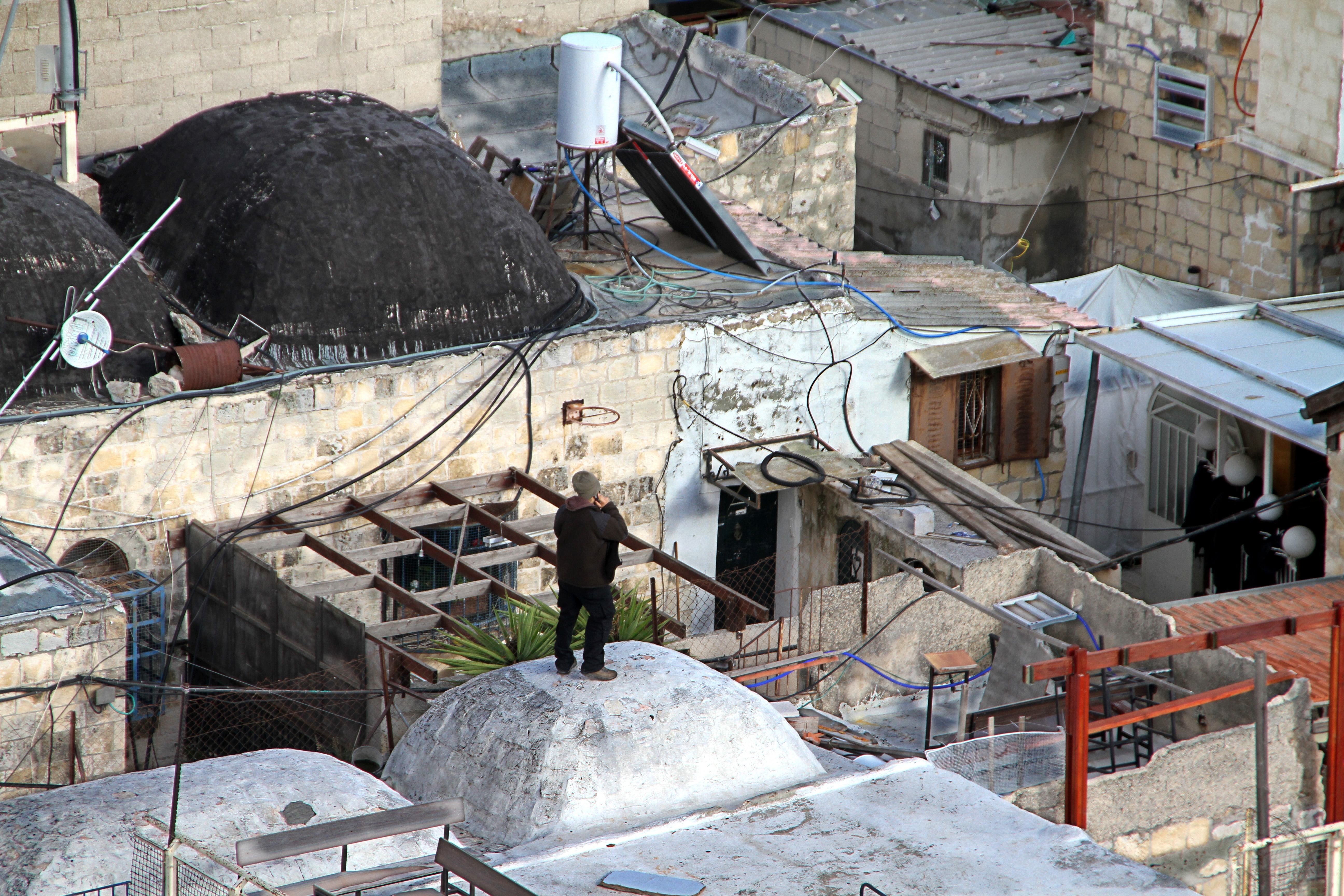
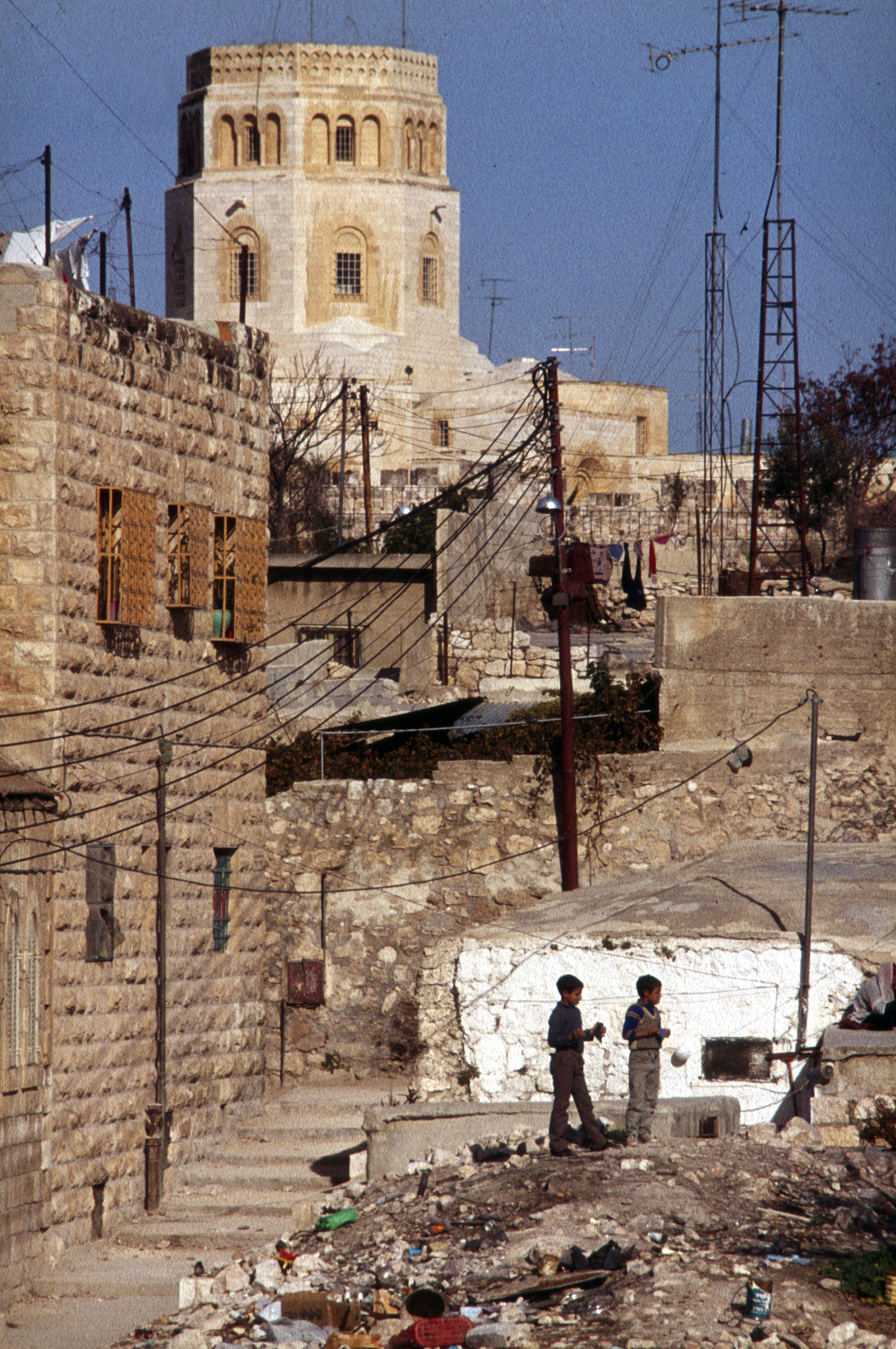
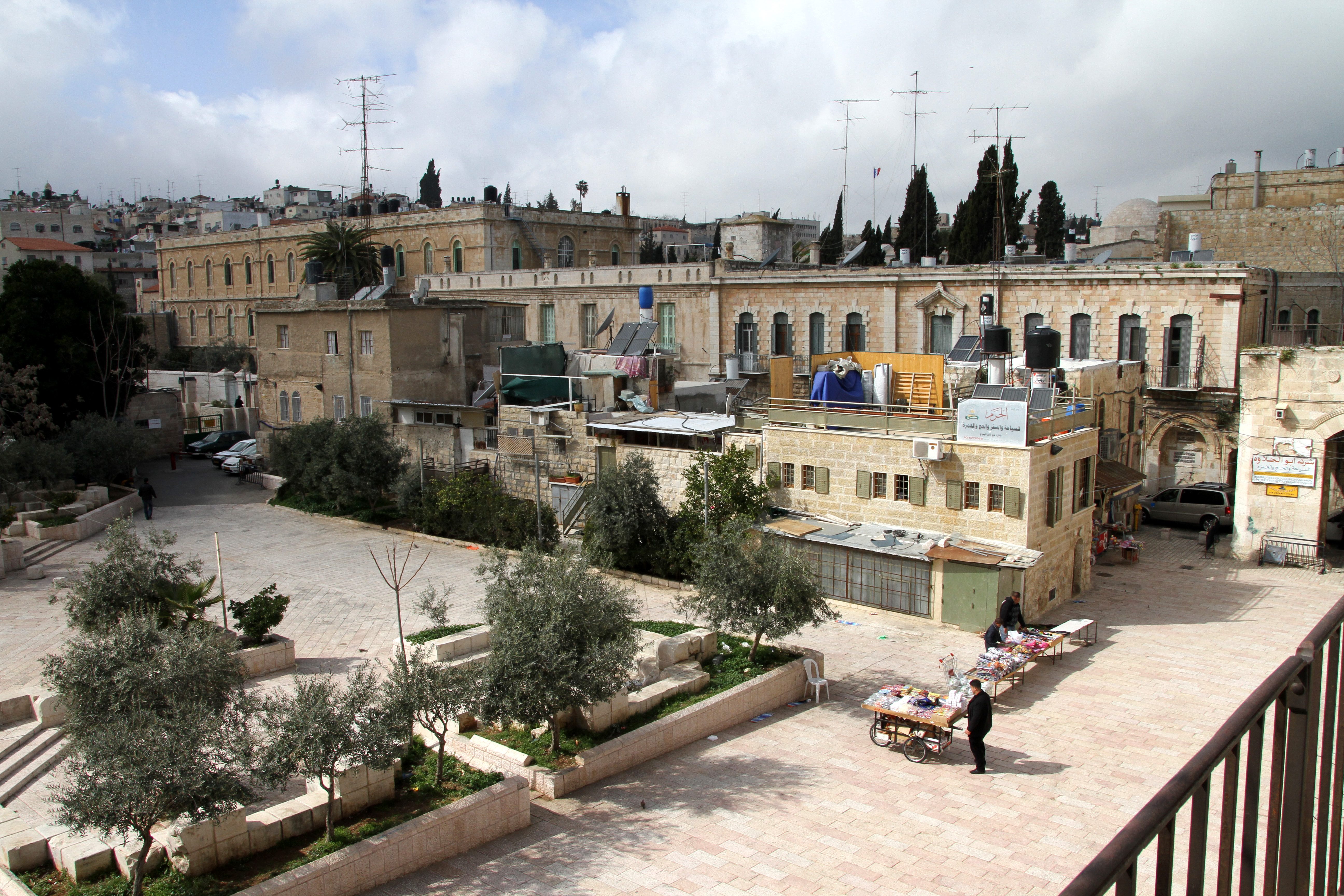